# 須川長之助

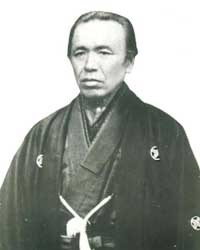

須川長之助（すかわ ちょうのすけ、1842年3月17日（天保13年2月6日） - 1925年（大正14年）2月24日）は岩手県の農民で、植物学者カール・ヨハン・マキシモヴィッチの協力者。正教徒であり、ダニイルは聖名。

## 概略
ロシアの植物学者カール・ヨハン・マキシモヴィッチが滞日中の3年間その採集を助け、ロシア帰国後も、自ら採集した標本を二十数年間送り続けた。マキシモヴィッチからはチョウノスキー（Tschonoski）と呼ばれ、シロバナエンレイソウ、イヌシデ、コメツツジなどの学名にその名が採用されている。マキシモヴィッチ死去により調査費がなくなったため植物採集を辞めたが、その観察眼と知識、経験、技術は飛び抜けており、伊藤篤太郎も『植物学雑誌』に惜しむ声を載せた。

## 略歴
- 1842年 - 陸中国紫波郡下松本村（現：岩手県紫波郡紫波町下松本字元次）に生まれる。
- 1860年 - 函館に移住。職を転々とする。
- 1861年 - カール・ヨハン・マキシモヴィッチの下で掃除夫兼風呂番として働くこととなる。これがきっかけとなり、マキシモヴィッチから信頼を得た須川は、その後日本全国を旅して、植物標本採集をマキシモヴィッチに代わり行った。
- 1864年 - マキシモヴィッチのロシア帰国。この後も須川はマキシモヴィッチからの依頼により、標本を送り続ける。
- 1877年 - 函館でアナトリイ神父から正教の洗礼を受け、聖名をダニイルとして正教徒となる。
- 1891年 - マキシモヴィッチの永眠。これ以降には植物標本の本格的な採集旅行に出掛ける事はなくなり、農業に専念。
- 1925年 - 永眠。死の直後に、日露文化交流に貢献した功績を顕彰するため、「須川長之助翁寿碑」が志和稲荷神社の社頭に建立され除幕される（紫波町城山公園にも碑が立てられている[3]）。
- 1978年 - 紫波町名誉町民。